# Chiloglanis kazumbei
Chiloglanis kazumbei és una espècie de peix de la família dels mochòkids i de l'ordre dels siluriformes. Els mascles poden assolir els 5,4 cm de llargària total. Es troba a Àfrica: rius Malagarasi i Luiche, Tanzània.